# Ромбическая сингония
Ромби́ческая сингони́я (чаще — орторомби́ческая сингони́я) — одна из семи сингоний в кристаллографии. Её элементарная ячейка определяется тремя базовыми векторами (трансляциями), которые перпендикулярны друг другу, но не равны между собой. Таким образом, форма ячейки, представляющей собой прямоугольный параллелепипед и определяется тремя параметрами: длинами базовых векторов a, b и c. Объём ячейки равен произведению abc.
В орторомбической сингонии существует четыре вида решёток Бравэ: примитивная (простая), базоцентрированная, объёмно-центрированная и гранецентрированная.
| Примитивная | Базоцентрированная | Объёмно-центрированная | Гранецентрированная |
| ----------- | ------------------ | ---------------------- | ------------------- |
| простая     | базоцентрированная | объёмно-центрированная | гранецентрированная |

В нижеследующей таблице приведён список точечных групп (классов симметрии) ромбической сингонии: их международное обозначение и обозначение по Шёнфлиссу, а также примеры кристаллов, симметрия которых относится к указанной группе.
| Название                              | Международное                                              | По Шёнфлиссу | Пример |
| ------------------------------------- | ---------------------------------------------------------- | ------------ | --- |
| Планаксиальный (ромбобипирамидальный) | {\displaystyle {\frac {2}{m}}{\frac {2}{m}}{\frac {2}{m}}} | D2h          | Оливин, ильваит, топаз, сера, марказит, брукит, церуссит, арагонит, рамзаит, целестин, барит, хризоберилл, данбурит |
| Планальный (ромбопирамидальный)       | {\displaystyle 2mm}                                        | C2v          | Гемиморфит, струвит                                                                                                 |
| Аксиальный (ромботетраэдрический)     | {\displaystyle 222}                                        | D2           | Эпсомит |